# 金光増左衛門
金光 増左衛門（かなみつ ますざえもん、生没年不詳）は、岡山藩士。金光清左衛門は弟。
金光幸介の長男として生まれる。文献では安永6年6月1日（1777年）に世子として御目見、寛政2年9月12日（1790年）に御国退去仕ると書いてあるものの、突然の廃嫡の理由は不明。